# Беляев, Сергей Иванович
Сергей Иванович Беляев (12 августа 1905 — 16 января 1982) — советский баскетболист, тренер. Заслуженный мастер спорта СССР (1946).

## Биография
Родился в Москве, в семье Ивана Ивановича Беляева, чиновника Министерства народного просвещения Российской империи и Лидии Яковлевны Беляевой (Соловьёвой).
Вся спортивная жизнь Беляева была связана с московским «Локомотивом».
- Чемпион СССР — 1939
- Серебряный призёр чемпионата СССР — 1938
- Бронзовый призёр чемпионата СССР — 1937, 1940
- Победитель турнира 6 городов — 1940

В довоенное время играл также в футбол за московские клубы КОР, «Казанка».
В 1945 году возглавлял сборную Москвы, занявшую первое место на турнире 8 городов в Каунасе.
В 1948 году женская молодёжная команда Москвы под руководством С. И. Беляева участвует в Праге в турнире, проходившем в рамках Международного фестиваля демократической молодёжи, и завоевывает первое место и главный приз фестиваля.
В 1950-х годах был бессменным тренером мужских и женских команд «Локомотива».
Позднее возглавлял ДЮСШ «Локомотив».
Преподавал в Московском институте инженеров транспорта.
Коллеги-тренеры уважительно называли Беляева «великий комбинатор» и «хитрован».

### Семья
Жена — Беляева (Агейкова) Татьяна Ивановна, баскетболиста московского «Локомотива».
Старший брат — Беляев Александр Иванович (1902—1957), преподаватель Военно-космической академии им. А. Ф. Можайского.